# Boxe aux Jeux méditerranéens de 2013
Navigation
Édition précédente Édition suivante
Les compétitions de boxe anglaise de la 17e édition des Jeux méditerranéens se sont déroulées du 21 au 26 juin 2013 à Mersin, Turquie.

## Résultats

### Podiums
| Catégories                  | Or                   | Argent                  | Bronze                                 |
| Poids mi-mouches (-49 kg)   | Mohamed Flissi       | Ferhat Pehlivan         | Manuel Cappai Ramy El-Awadi            |
| Poids mouches (-52 kg)      | Kelvin de la Nieve   | Vincenzo Picardi        | Erdal Inanli Abdelali Daraa            |
| Poids coqs (-56 kg)         | Reda Benbaziz        | Hesham Mahmoud Abdelaal | Elias Friha Mehmet Topcakan            |
| Poids légers (-60 kg)       | Sofiane Oumiha       | Bunyamin Aydin          | Mohamed Amine Oudahi Fabio Introvaia   |
| Poids super-légers (-64 kg) | Abdelkader Chadi     | Fatih Keleş             | Eslam Aly Alexandros Tsanikidis        |
| Poids welters (-69 kg)      | Ilyas Abbadi         | Youba Ndiaye Sissokho   | Mohamed Amine Meskini Alfonso Di Russo |
| Poids moyens (-75 kg)       | Adem Kilicci         | Houssam Abdin           | Fatlum Zuta Luca Capuano               |
| Poids mi-lourds (-81 kg)    | Abdelhafid Benchabla | Abdelkader Bouhenia     | Dzemal Bosnjak Avni Yildirim           |
| Poids lourds (-91 kg)       | Fabio Turchi         | Josip Bepo Filipi       | Fotios Arapoglou Nikola Milacic        |
| Poids super-lourds (+91 kg) | Roberto Cammarelle   | Ali Eren Demirezen      | Issa Ahmed Madian Mohamed Arjaoui      |

### Tableau des médailles
| Place | Pays                 | Médaille d'or | Médaille d'argent | Médaille de bronze | Total |
| ----- | -------------------- | ------------- | ----------------- | ------------------ | ----- |
| 1     | Algérie              | 5             | 0                 | 1                  | 6     |
| 2     | Italie               | 2             | 1                 | 4                  | 7     |
| 3     | Turquie              | 1             | 4                 | 3                  | 8     |
| 4     | France               | 1             | 1                 | 1                  | 3     |
| 5     | Espagne              | 1             | 1                 | 0                  | 2     |
| 6     | Égypte               | 0             | 2                 | 3                  | 5     |
| 7     | Croatie              | 0             | 1                 | 0                  | 1     |
| 8     | Maroc                | 0             | 0                 | 2                  | 2     |
| 8     | Grèce                | 0             | 0                 | 2                  | 2     |
| 10    | Macédoine du Nord    | 0             | 0                 | 1                  | 1     |
| 10    | Bosnie-Herzégovine   | 0             | 0                 | 1                  | 1     |
| 10    | Serbie-et-Monténégro | 0             | 0                 | 1                  | 1     |
| 10    | Tunisie              | 0             | 0                 | 1                  | 1     |
| Total | 13 pays médaillés    | 10            | 10                | 20                 | 40    |